# 윤석열 정부의 외교 정책
윤석열 정부의 외교 정책은 대한민국 윤석열 정부의 외교 정책과 주요 회담 등을 정리한 문서이다.

## 외교 기조
윤석열 정부의 외교 기조는 '글로벌 중추국가(GPS)'이다. 글로벌 중추국가 외교란, 강력한 국력에 걸맞은 적극적인 외교를 펼쳐 나감으로써, 세계 평화에 기여하겠다는 외교의 방향이다.
외교 전략
- 한국판 인도-태평양 전략 (포괄적)
- 한-아세안 연대구상 (對아세안)
- 한·중앙아시아 K실크로드 협력 구상 (對중앙아)

## 주요 성과
윤석열 정부는 2023년 한-태평양 도서국 정상회의와 2024년 한-아프리카 정상회의를 연이어 개최하며, 역대 대한민국 정권 사상 처음으로 아프리카와 태평양 도서국 지역과의 양자 회의를 개최하였다.
2023년 윤 대통령의 아랍에미리트(UAE) 국빈 방문 시에는 무함마드 빈 자이드 알나흐얀 UAE 대통령과 정상회담을 하는 등 300억 달러(약 40조 원)의 투자 유치 성과를 거두었고, 2024년 5월에는 무함마드 대통령이 국빈 방한하여 '포괄적경제동반자협정'을 체결하는 등 투자 협력을 재확인하였다. 2023년 말 미국 국빈 방문 시에는 한미 확장억제 강화 방안이 담긴 워싱턴 선언 합의를 이끌었다.

## 국내 정치 문제로 인한 파장
2024년 12월 8일, 한덕수 국무총리와 한동훈 국민의힘 대표는 비상계엄 사태와 이로 인한 일련의 국내 정치적 혼란에 대한 대국민담화를 발표하였다.
```
퇴진 전이라도 대통령은 외교를 포함한 국정에 참여하지 않을 것
```

### 일본
본래 2025년 1월 이시바 시게루 총리가, 취임 후 양자 회담을 위한 첫 순방국으로 한국을 방문하여 윤 대통령과 정상 회담을 하는 방향으로 조율하고 있었지만 방한이 취소된 것으로 알려졌다.
12월 10일, 이시바 총리는 한국 정세와 한미일 협력 영향에 관한 야당 의원의 질의에 이같이 답하였다.
"어떤 정권에서든 한일관계는 흔들리지 않는다. 문재인 정권 때도 몇 번인가 방한했고 이른바 진보 입장의 분들과도 논의했다. 이야기해 보면 알게 되는 부분이 있고 물론 이해하지 못하는 부분 있다. 윤석열 정권이 어떻게 될지 예단을 갖고 말하는 것은 일절 하지 않겠으나, 정부는 어떤 정권이어도 흔들리지 않는 한일관계 확립의 노력을 하고 있다. 초당파 의원 외교가 지금만큼 중요한 시기는 없었다. 의원 외교도, 민간도, 문화도 (교류)하여 나가야 한다. 우리는 이 이웃 나라가 얼마나 중요한가에 대해 단순히 입으로만 말하지 말고 차근차근 역사와 문화 등을 잘 배울 필요가 있다고 생각한다."— 중의원 예산위원회에서 이시바 총리 (2024년 12월 10일)

### 중국
2024년 12월로 예정되어 있던 주중대사 교체가 불투명해졌다. 당초 정재호 주중대사는 12월 10일 이임식 행사를 진행한 후 귀국할 예정이었지만, 귀국 명령을 해야 하는 윤 대통령의 권한 행사에 차질이 생기며 일정에 변수가 생기게 되었다. 또한, 새롭게 대사로 부임하게 될 김대기 전 대통령 비서실장 또한 부임을 위해 국무회의 동의와 대통령의 신임장 수령을 거쳐야 한다.

## 정상회담 일람
| 정상회담 일람 (2022년) | 정상회담 일람 (2022년) | 정상회담 일람 (2022년)          | 정상회담 일람 (2022년) | 정상회담 일람 (2022년)                      | 정상회담 일람 (2022년) |
| 날짜                   | 상대국                 | 상대 정상                       | 장소                   | 기타                                        | 각주                   |
| ---------------------- | ---------------------- | ------------------------------- | ---------------------- | ------------------------------------------- | ---------------------- |
| 2022년 5월 10일        | 싱가포르               | 할리마 야콥 대통령              | 대한민국               | 취임 축하 방한                              | [ 10 ]                 |
| 2022년 5월 11일        | 중앙아프리카 공화국    | 포스탱아르캉주 투아데라 대통령  | 대한민국               | 취임 축하 방한                              | [ 11 ]                 |
| 2022년 5월 21일        | 미국                   | 조 바이든 대통령                | 대한민국               | 방한                                        | [ 12 ]                 |
| 2022년 6월 28일        | 오스트레일리아         | 앤서니 앨버니지 총리            | 스페인                 | NATO 정상회의 계기                          | [ 13 ]                 |
| 2022년 6월 28일        | 영국                   | 보리스 존슨 총리                | 스페인                 | NATO 정상회의 계기                          | [ 14 ]                 |
| 2022년 6월 29일        | 네덜란드               | 마르크 뤼터 총리                | 스페인                 | NATO 정상회의 계기                          | [ 15 ]                 |
| 2022년 6월 29일        | 폴란드                 | 안제이 두다 대통령              | 스페인                 | NATO 정상회의 계기                          | [ 14 ]                 |
| 2022년 6월 29일        | 프랑스                 | 에마뉘엘 마크롱 대통령          | 스페인                 | NATO 정상회의 계기                          | [ 14 ]                 |
| 2022년 6월 29일        | 유럽 연합              | 샤를 미셸 상임의장              | 스페인                 | NATO 정상회의 계기                          | [ 14 ]                 |
| 2022년 6월 29일        | 덴마크                 | 메테 프레데릭센 총리            | 스페인                 | NATO 정상회의 계기                          | [ 14 ]                 |
| 2022년 6월 29일        | 한미일 정상회의        | 미국 (조 바이든 대통령)         | 스페인                 | NATO 정상회의 계기                          | [ 16 ]                 |
| 2022년 6월 29일        | 한미일 정상회의        | 일본 (기시다 후미오 총리)       | 스페인                 | NATO 정상회의 계기                          | [ 16 ]                 |
| 2022년 6월 30일        | 체코                   | 밀로시 제만 대통령              | 스페인                 | NATO 정상회의 계기                          | [ 14 ]                 |
| 2022년 6월 30일        | 캐나다                 | 쥐스탱 트뤼도 총리              | 스페인                 | NATO 정상회의 계기                          | [ 14 ]                 |
| 2022년 7월 20일        | 가봉                   | 알리 봉고 온딤바 대통령         | 대한민국               | 방한 계기                                   | [ 17 ]                 |
| 2022년 7월 28일        | 인도네시아             | 조코 위도도 대통령              | 대한민국               | 방한 계기                                   | [ 18 ]                 |
| 2022년 9월 21일        | 독일                   | 올라프 숄츠 총리                | 미국                   | 유엔 총회 계기                              | [ 19 ]                 |
| 2022년 9월 21일        | 일본                   | 기시다 후미오 총리              | 미국                   | 유엔 총회 계기                              | [ 20 ]                 |
| 2022년 9월 23일        | 캐나다                 | 쥐스탱 트뤼도 총리              | 캐나다                 | 경제안보 공조 강화                          | [ 21 ]                 |
| 2022년 10월 26일       | 나이지리아             | 모하마두 부하리 대통령          | 대한민국               | 나이지리아 대통령의 10년만 방한             | [ 22 ]                 |
| 2022년 11월 4일        | 독일                   | 프랑크발터 슈타인마이어 대통령  | 대한민국               | 글로벌 도전 요인 공조 강화                  | [ 23 ]                 |
| 2022년 11월 11일       | 캄보디아               | 훈 센 총리                      | 캄보디아               | 아세안+3 회동 계기                          | [ 24 ]                 |
| 2022년 11월 11일       | 태국                   | 쁘라윳 짠오차 총리              | 캄보디아               | 아세안+3 회동 계기                          | [ 24 ]                 |
| 2022년 11월 12일       | 필리핀                 | 봉봉 마르코스 대통령            | 캄보디아               | 아세안+3 회동 계기                          | [ 25 ]                 |
| 2022년 11월 13일       | 미국                   | 조 바이든 대통령                | 캄보디아               | 아세안+3 회동 계기                          | [ 26 ]                 |
| 2022년 11월 13일       | 일본                   | 기시다 후미오 총리              | 캄보디아               | 아세안+3 회동 계기                          | [ 27 ]                 |
| 2022년 11월 13일       | 한미일 정상회의        | 미국 (조 바이든 대통령)         | 캄보디아               | 동아시아 정상회의 계기                      | [ 28 ]                 |
| 2022년 11월 13일       | 한미일 정상회의        | 일본 (기시다 후미오 총리)       | 캄보디아               | 동아시아 정상회의 계기                      | [ 28 ]                 |
| 2022년 11월 15일       | 중국                   | 시진핑 주석                     | 인도네시아             | G20 정상회의 계기                           | [ 29 ]                 |
| 2022년 11월 17일       | 사우디아라비아         | 무함마드 빈 살만 왕세자 겸 총리 | 대한민국               | 약 21조원 규모 투자 협약 체결               | [ 30 ]                 |
| 2022년 11월 17일       | 네덜란드               | 마르크 뤼터 총리                | 대한민국               | 양국 관계 '전략적동반자관계' 격상           | [ 31 ]                 |
| 2022년 11월 18일       | 스페인                 | 페드로 산체스 왕세자 겸 총리    | 대한민국               | 스페인 총리의 양자 차원 첫 방한             | [ 32 ]                 |
| 2022년 11월 23일       | 케냐                   | 윌리엄 루토 대통령              | 대한민국               | 케냐에 10억 달러 규모 차관 조달 계약서 서명 | [ 33 ]                 |
| 2022년 12월 5일        | 베트남                 | 응우옌쑤언푹 주석               | 대한민국               | 윤 정부 출범 후 첫 국빈 방한 정상           | [ 34 ]                 |

| 정상회담 일람 (2023년) | 정상회담 일람 (2023년) | 정상회담 일람 (2023년)                              | 정상회담 일람 (2023년) | 정상회담 일람 (2023년)                                                      | 정상회담 일람 (2023년) |
| 날짜                   | 상대국                 | 상대 정상                                           | 장소                   | 기타                                                                        | 각주                   |
| ---------------------- | ---------------------- | --------------------------------------------------- | ---------------------- | --------------------------------------------------------------------------- | ---------------------- |
| 2023년 1월 15일        | 아랍에미리트           | 무함마드 빈 자이드 알나흐얀 대통령                  | 아랍에미리트           | 아랍에미리트의 對韓 300억 달러 투자 약속                                    | [ 35 ]                 |
| 2023년 2월 15일        | 몽골                   | 롭상남스랭 어용에르덴 총리                          | 대한민국               | 한덕수 국무총리와 회담, 윤석열 대통령은 접견                                | [ 36 ]                 |
| 2023년 3월 16일        | 일본                   | 기시다 후미오 총리                                  | 일본                   | 對韓수출규제 해제·對日WTO 제소 취하 합의                                    | [ 37 ]                 |
| 2023년 4월 12일        | 포르투갈               | 안토니우 코스타 총리                                | 대한민국               | 약식회담                                                                    | [ 38 ]                 |
| 2023년 4월 26일        | 미국                   | 조 바이든 대통령                                    | 미국                   | - 윤 대통령의 국빈방미 - 워싱턴 선언 등 안보 협력 강화                      | [ 39 ]                 |
| 2023년 5월 7일         | 일본                   | 기시다 후미오 총리                                  | 대한민국               | 셔틀 외교 12년만 재개                                                       | [ 40 ]                 |
| 2023년 5월 16일        | 캐나다                 | 쥐스탱 트뤼도 총리                                  | 대한민국               | - 2+2 고위급 경제안보대화 출범 합의                                         | [ 41 ]                 |
| 2023년 5월 19일        | 오스트레일리아         | 앤서니 앨버니지 총리                                | 일본                   | G7 정상회의 계기                                                            | [ 42 ]                 |
| 2023년 5월 19일        | 베트남                 | 팜민찐 총리                                         | 일본                   | G7 정상회의 계기                                                            | [ 42 ]                 |
| 2023년 5월 20일        | 인도                   | 나렌드라 모디 총리                                  | 일본                   | G7 정상회의 계기                                                            | [ 43 ]                 |
| 2023년 5월 20일        | 영국                   | 리시 수낵 총리                                      | 일본                   | G7 정상회의 계기                                                            | [ 44 ]                 |
| 2023년 5월 21일        | 일본                   | 기시다 후미오 총리                                  | 일본                   | G7 정상회의 계기                                                            | [ 45 ]                 |
| 2023년 5월 21일        | 코모로                 | 아잘리 아소우마니 대통령                            | 일본                   | G7 정상회의 계기                                                            | [ 46 ]                 |
| 2023년 5월 21일        | 인도네시아             | 조코 위도도 대통령                                  | 일본                   | G7 정상회의 계기                                                            | [ 45 ]                 |
| 2023년 5월 21일        | 우크라이나             | 볼로디미르 젤렌스키 대통령                          | 일본                   | G7 정상회의 계기                                                            | [ 47 ]                 |
| 2023년 5월 21일        | 독일                   | 올라프 숄츠 총리                                    | 대한민국               | 글로벌 공급망 파트너십 강화                                                 | [ 48 ]                 |
| 2023년 5월 22일        | 유럽 연합              | 샤를 미셸 상임의장 우르줄라 폰데어라이엔 집행위원장 | 대한민국               | - 외교장관 전략대화 신설 합의 - '한·EU 그린 파트너십' 체결                  | [ 49 ]                 |
| 2023년 5월 28일        | 키리바시               | 타네티 마마우 대통령                                | 대한민국               | 한-태평양 도서국 정상회의 계기                                              | [ 50 ]                 |
| 2023년 5월 28일        | 통가                   | 시아오시 소발레니 총리                              | 대한민국               | 한-태평양 도서국 정상회의 계기                                              | [ 50 ]                 |
| 2023년 5월 28일        | 투발루                 | 카우세아 나타노 총리                                | 대한민국               | 한-태평양 도서국 정상회의 계기                                              | [ 50 ]                 |
| 2023년 5월 28일        | 바누아투               | 이슈마엘 칼사카우 총리                              | 대한민국               | 한-태평양 도서국 정상회의 계기                                              | [ 50 ]                 |
| 2023년 5월 28일        | 파푸아뉴기니           | 제임스 마라페 총리                                  | 대한민국               | 한-태평양 도서국 정상회의 계기                                              | [ 50 ]                 |
| 2023년 5월 29일        | 쿡 제도                | 마크 브라운 총리                                    | 대한민국               | 한-태평양 도서국 정상회의 계기                                              | [ 51 ]                 |
| 2023년 5월 29일        | 마셜 제도              | 데이비드 카부아 대통령                              | 대한민국               | 한-태평양 도서국 정상회의 계기                                              | [ 51 ]                 |
| 2023년 5월 29일        | 솔로몬 제도            | 머내시 소가바레 총리                                | 대한민국               | 한-태평양 도서국 정상회의 계기                                              | [ 51 ]                 |
| 2023년 5월 28일        | 니우에                 | 돌턴 타겔라기 총리                                  | 대한민국               | 한-태평양 도서국 정상회의 계기                                              | [ 51 ]                 |
| 2023년 5월 28일        | 팔라우                 | 수랑겔 휩스 주니어 대통령                           | 대한민국               | 한-태평양 도서국 정상회의 계기                                              | [ 51 ]                 |
| 2023년 6월 2일         | 동티모르               | 조제 하무스오르타 대통령                            | 대한민국               | 2023 제주포럼 참석 계기 면담                                                | [ 52 ]                 |
| 2023년 6월 20일        | 프랑스                 | 에마뉘엘 마크롱 대통령                              | 프랑스                 | 글로벌 안보 공조 강화                                                       | [ 53 ]                 |
| 2023년 6월 23일        | 베트남                 | 보반트엉 국가주석                                   | 베트남                 | - 핵심광물 공급망 센터 설립 합의 - 베트남 해양치안 역량 강화 적극 지원 합의 | [ 54 ]                 |
| 2023년 7월 11일        | 노르웨이               | 요나스 가르 스퇴레 총리                             | 리투아니아             | NATO 정상회의 계기                                                          |                        |

## 같이 보기
- 인도-태평양 전략